# Superstrada Pedemontana Veneta
La Superstrada Pedemontana Veneta (SPV) è una tipologia di strada ibrida tra autostrada e Strada extraurbana principale italiana a pedaggio che collega i comuni di Montecchio Maggiore, a ovest di Vicenza, e Spresiano, a nord di Treviso, passando per i distretti industriali di Malo, Bassano del Grappa e Montebelluna, e interconnettendosi lungo il percorso con tre autostrade (da ovest: l'A4, l'A31 e l'A27). È di proprietà della Regione Veneto ed è gestita dalla società omonima Superstrada Pedemontana Veneta del gruppo spagnolo Sacyr.
Assieme alla Strada di grande comunicazione Firenze-Pisa-Livorno, l'autostrada Catania-Siracusa e l'autostrada Sistiana-Rabuiese è una delle quattro strade che ha ricevuto in via definitiva una classificazione formata solo da lettere e non alfanumerica.

## Classificazioni

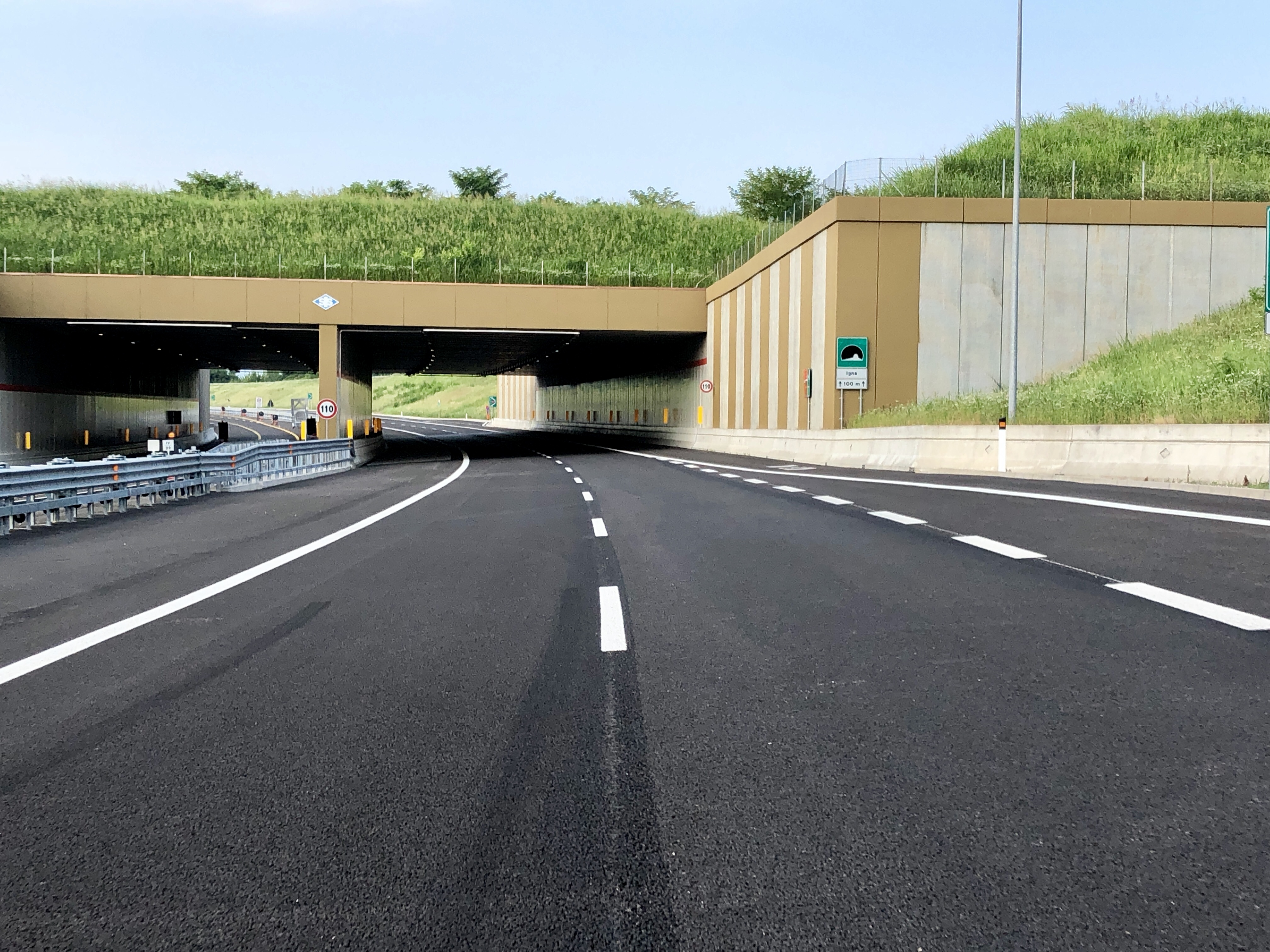
La SPV tra Thiene e Breganze

Inizialmente la costruzione era prevista come strada di categoria A (autostrada); successivamente è stata costruita utilizzando in via eccezionale con alcuni parametri costruttivi delle strade di categoria B per ridurre le fasce di rispetto e avere più flessibilità in fase di costruzione in riferimento ai raggi planimetrici e ai profili altimetrici.
In ogni caso la larghezza della carreggiata è quella di una strada di categoria A. Dal punto di vista tecnico-legale è stata dunque costruita rispettando alcuni criteri delle autostrade (categoria A) e alcune delle "strade extraurbane principali" (categoria B); rappresenta quindi un ibrido tra le due categorie di strade. Per questa ragione sono stati imposti i limiti di velocità delle strade extraurbane principali di 110 km/h, ma presenta segnali stradali di colore verde tipici delle normali autostrade italiane. La Regione Veneto ha richiesto la classificazione come autostrada.

## Storia

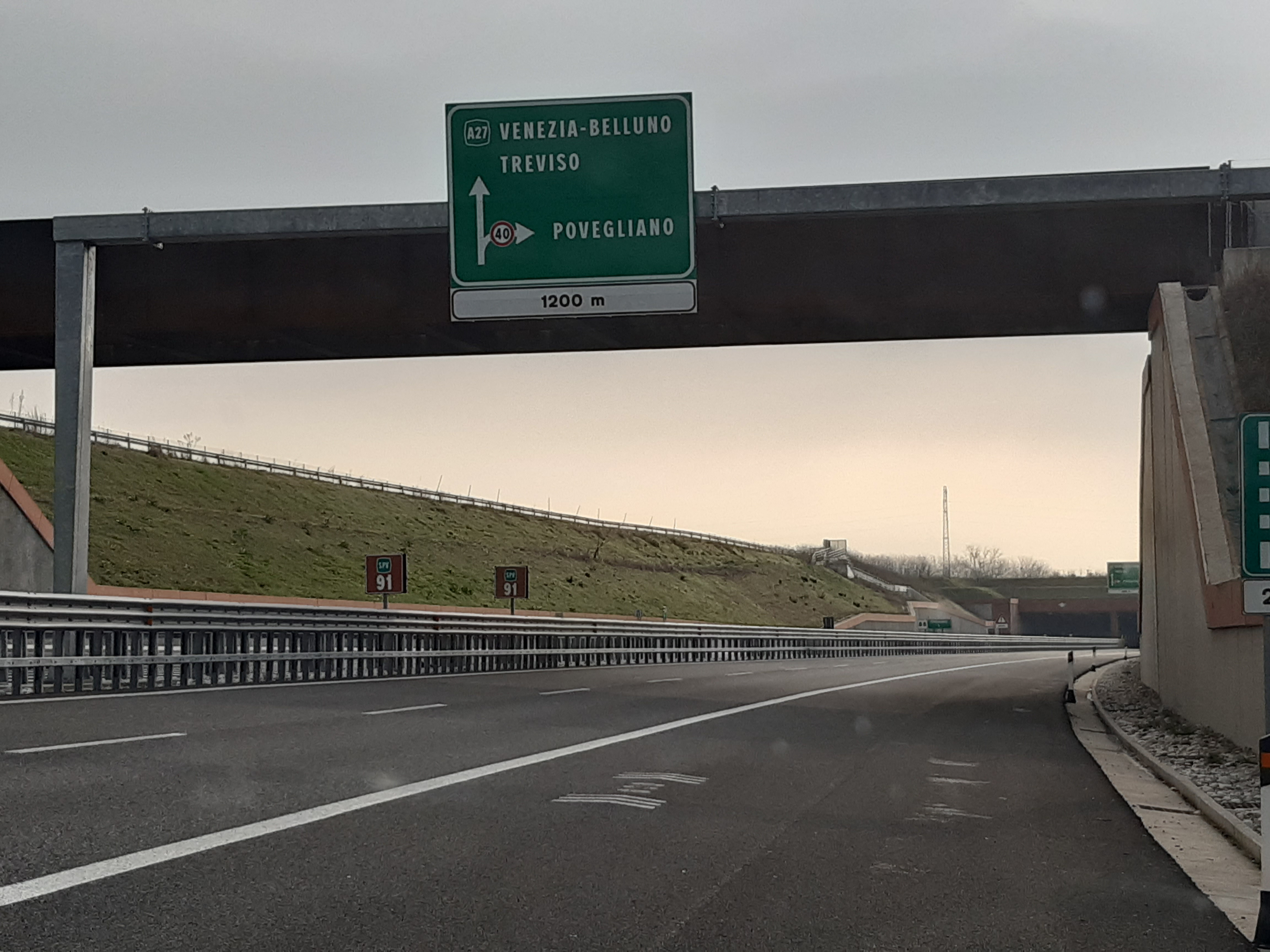
SPV nei pressi di Povegliano

La necessità di realizzare un asse che congiungesse le città sorte ai piedi delle Prealpi venete è stata espressa fin dagli anni settanta quando lo sviluppo socio-economico-industriale dell'area pedemontana ha manifestato una crescente richiesta di mobilità. Negli anni novanta la situazione è diventata critica a causa della progressiva urbanizzazione della campagna veneta e dell'aumento del traffico sull'autostrada Serenissima. Con l'allargamento dell'Unione europea e l'apertura delle frontiere a est a metà degli anni 2000 la situazione è peggiorata, basti considerare che dal 2004 al 2008 il traffico pesante sulla Serenissima è aumentato del 105% (più che raddoppiato).
Nel febbraio del 1990 la Pedemontana veneta viene inserita nel Piano Regionale dei Trasporti della Regione del Veneto.
Nell'agosto del 1997 è stato firmato un accordo quadro tra la regione e il governo riguardo alla Pedemontana. Nella Finanziaria del 1999 lo Stato ha stanziato 40 miliardi di lire per 15 anni. Nella finanziaria del 2001 viene prevista la possibilità di realizzare la pedemontana non come autostrada, ma come superstrada (possibilità poi applicata per accordo con gli enti locali). Nell'accordo tra stato e regione del 9 agosto 2001 lo Stato delega alla regione la competenza sulla realizzazione dell'opera. La delibera nº 121 del CIPE del 21 dicembre 2001 inserisce la Pedemontana veneta tra gli interventi strategici di preminente interesse nazionale.
Nel 2002 la società Pedemontana Veneta S.p.A. composta da Autostrade per l'Italia, Autostrada Brescia-Padova, Autovie Venete, Banca Antonveneta, Unicredit e San Paolo presenta un progetto (senza la "tratta ovest" tra l'A4 e l'A31) che nel dicembre 2002 viene messo a gara dalla regione. A causa di ricorsi e a causa di una procedura di infrazione dell'Unione europea i lavori non partono. Il 24 ottobre 2003 viene firmata un'intesa tra il Governo e la Regione del Veneto e la Pedemontana viene inserita tra le infrastrutture di preminente interesse nazionale per le quali concorre l'interesse regionale. Nel dicembre del 2003 la società Pedemontana presenta un nuovo progetto che comprende anche la tratta ovest; questo progetto viene poi messo a gara, ma alla scadenza nessun progetto alternativo è stato presentato e quindi la società Pedemontana diventa promotrice dell'infrastruttura.
La società nel 2005 diventa a maggioranza privata in seguito all'ingresso nel capitale azionario di Impregilo, del Consorzio Cps, di Fin. Opi e di Adria Infrastrutture. Nello stesso anno la Regione del Veneto, in quanto soggetto aggiudicatore, trasmette il progetto comprensivo della VIA (Valutazione Impatto Ambientale) della società ai Ministeri competenti e alle province competenti. Nell'agosto del 2005 l'opera riceve il VIA ministeriale con alcune prescrizioni. Nel marzo del 2006 il CIPE chiede alla regione Veneto di affidare l'opera in concessione tramite gara che verrà poi pubblicata sulla Gazzetta ufficiale dell'Unione europea nell'ottobre del 2006. L'investimento previsto per i privati è pari a 2.155,048 milioni di euro (Iva esclusa). Alla gara hanno partecipato oltre alla società Pedemontana altre due ATI. In seguito a ricorsi e controricorsi al TAR e al Consiglio di Stato la realizzazione della superstrada è stata affidata all'Ati composta dal consorzio stabile SIS Società Consortile per Azioni ScpA (consorzio tra INC SpA (50,9%) e Sipal SpA (0,1%), entrambe del gruppo FININC SpA di proprietà della famiglia Dogliani, e il gruppo spagnolo Sacyr Vallehermoso (49%)) e da Itinere Infraestructuras SA. Il progetto preliminare col quale l'ATI sopra citata è risultata aggiudicataria è stato redatto dall'ingegner Nicola Troccoli in collaborazione col suo staff tecnico dell'Ingeco Ingegneria.
Il 15 agosto del 2009 l'ingegner Silvano Vernizzi, amministratore delegato di Veneto Strade e già commissario delegato per l'emergenza socio economico ambientale della viabilità di Mestre (nomina connessa ai lavori per il Passante di Mestre) è stato nominato Commissario straordinario per lo stato di emergenza socioeconomico-ambientale nei territori delle province di Treviso e Vicenza.
Il soggetto titolare della realizzazione dei lavori è la Regione del Veneto e il Commissario Delegato per l'Emergenza determinatasi nel settore del traffico e della Mobilità nel territorio delle province di Treviso e Vicenza.
Il 9 gennaio 2010 vengono pubblicati e poi resi esecutivi i tremila espropri nelle province di Vicenza e di Treviso.
Il 20 settembre 2010 il Commissario straordinario ha firmato il decreto di approvazione del progetto definitivo.
La posa della prima pietra è avvenuta il 10 novembre 2011 a Romano d'Ezzelino; nel 2012 sono iniziati i lavori al principio della nuova strada, mentre nel bassanese i cantieri sono stati aperti il 4 febbraio 2013.
A causa di alcune varianti sostanziali al progetto definitivo, alcuni tratti (3f e 2b) nel 2011 vengono sottoposti nuovamente a Valutazione di Impatto Ambientale e approvati con decreto nº 2260 della Giunta Regionale del Veneto il 10 dicembre 2013. L'ultimo tratto in variante (3c), viene approvato a febbraio 2015.
Il 19 aprile 2016, durante i lavori di scavo della galleria tra Malo e Castelgomberto (lunga 7 km), crolla la volta del traforo e un colossale masso di 32 tonnellate precipita e uccide l'operaio Sebastiano La Ganga. Il cantiere della galleria viene sequestrato dalla magistratura, che indaga 14 persone per omicidio colposo. Durante le indagini, viene anche avviata un'inchiesta per il presunto uso di materiale senza marchio CE, come invece richiesto nel capitolato d’appalto. Il cantiere venne dissequestrato solo nel novembre 2019. Il 13 giugno 2022 viene abbattuto l'ultimo diaframma della galleria.
L'apertura al traffico del primo tratto (da Breganze all'allacciamento con l'autostrada A31 "Valdastico") di 7,2 km è avvenuta il 3 giugno 2019, mentre la conclusione dell'intera opera era prevista per settembre 2020.
A dicembre 2019 i vertici di Spv e SIS stimavano la conclusione dell'opera per novembre 2021.
Il 18 giugno 2020 viene inaugurato il secondo tratto da Malo all'allacciamento con l'autostrada A31 "Valdastico" portando l'intero tracciato percorribile a 12 km. Il completamento dell'opera viene confermato entro la fine del 2021, esclusa la galleria di Malo e l'allacciamento con l'autostrada A4, quest'ultimo previsto entro i primi mesi del 2024.
A fine agosto 2020 la struttura è allagata a causa delle piogge e resta chiusa per un giorno “in via precauzionale” nel tratto compreso tra Malo e la A31 Valdastico.
Il 19 novembre 2020 è stato aperto il terzo tratto Breganze-Bassano Ovest, seguito dall'apertura del tratto Bassano Ovest-Montebelluna di altri 35 chilometri il 28 maggio 2021.
L'8 luglio 2022 è stato aperto il quinto tratto Montebelluna-Spresiano di altri 14,5 chilometri.
Il 6 aprile 2023 è stato inaugurato l'allacciamento finale del lato trevigiano della superstrada con l'autostrada A27.
Il 28 dicembre 2023 è stato inaugurato il tratto finale della SPV tra Malo e Montecchio di 22,3 
 km con due gallerie: Malo e Sant’Urbano. L'importo del pedaggio tra Spresiano e Montecchio, l'intera tratta, è pari a 15,90 €; l'apertura al traffico dell'ultimo tratto mancante è avvenuta nella serata di venerdì 29 dicembre 2023
Il 7 aprile 2024 entrano in servizio le quattro aree di servizio sull'intero tracciato, ovvero Altivole e Colceresa, in entrambe le direzioni.
Il 3 maggio 2024 è stata inaugurata l'ultima tratta mancante, ovvero il collegamento diretto con la A4 a Montecchio Maggiore; l'apertura al traffico è avvenuta nella mattina del 4 maggio cosicché A27 e A4 sono connesse senza soluzione di continuità, evitando di arrivare sino allo snodo di Mestre o utilizzare la A31. Il 25 giugno 2024 è stato inaugurato il nuovo casello di Montecchio Maggiore, grazie al quale il collegamento con l'A4 ora è a transito immediato (prima occorreva percorrere circa 1 km sulla strada ordinaria tra vecchio casello e la nuova barriera situata sulla SPV).

## Finanziamento e concessione

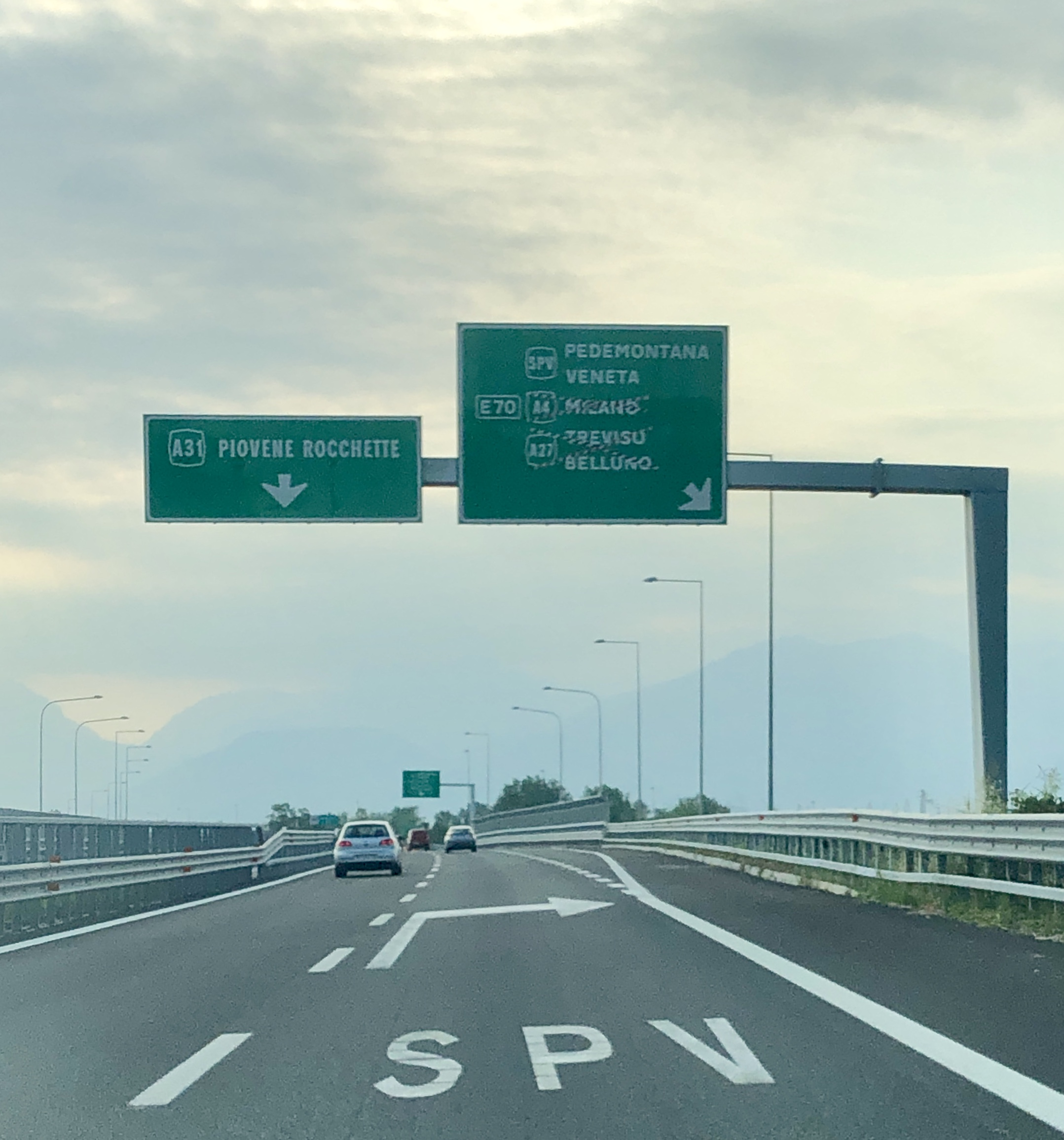
Svincolo sull'autostrada A31 per la SPV

L'infrastruttura, realizzata in finanza di progetto da Superstrada Pedemontana Veneta S.p.A., subentrata all'ATI SIS SCpA - Itinere SA il 15 febbraio 2011, che gestirà l'opera e ne riscuoterà il pedaggio per 39 anni, avrà un costo di 2.391 milioni di euro.
Il costo aggiornato al 2013, stimato per l'intero progetto è pari a 2258 M€, a fronte di un contributo pubblico globale, sia statale che regionale, di 615 M€ a cui si dovranno aggiungere gli eventuali contributi regionali in ragione dei flussi di traffico per il bilancio economico del project financing.
Alla scadenza dei 39 anni dalla fine dei lavori, l'infrastruttura tornerà in gestione alla Regione.
Al 13 ottobre 2018, la spesa è lievitata a circa 3 miliardi di euro, con la Regione Veneto che ha erogato un contributo straordinario di 300 milioni di euro alla concessionaria privata, il Consorzio torinese SIS dei fratelli Dogliani. La Regione è così subentrata al consorzio nella riscossione dei pedaggi, assumendosi i rischi d’impresa legati ai flussi di traffico, mentre a SIS era stato garantito un canone annuale di 153 milioni di euro. Alcune testate giornalistiche hanno ipotizzato che a regime si arriverà a un costo di 13 miliardi di euro, più di 100 milioni di euro al chilometro. Per fare questo calcolo hanno suddiviso il supposto costo di 13 miliardi di euro per i 94 km di lunghezza della SPV. In realtà la Superstrada comprende anche 68 km di viabilità secondaria realizzati insieme ai 94 km di SPV e compresi nel costo totale dell'opera. Secondo altri giornali il costo dell'opera è di oltre 12 miliardi di euro al 2059 quando la superstrada passerà al pubblico, oltre questi costi ci sono i pedaggi autostradali da oggi al 2059 che secondo questi giornali saranno incassati totalmente dalla Regione andando a diminuire il totale di 12 miliardi di euro di spese al 2059. Nell'eventualità che l'autostrada sia più o meno utilizzata si arriverà a compensare o a stare sotto ai costi totali dell'opera. Se la SPV sarà molto utilizzata non si esclude un guadagno netto della Regione. Dopo il 2059 l'infrastruttura tornerà in gestione alla Regione.

## Caratteristiche dell'infrastruttura

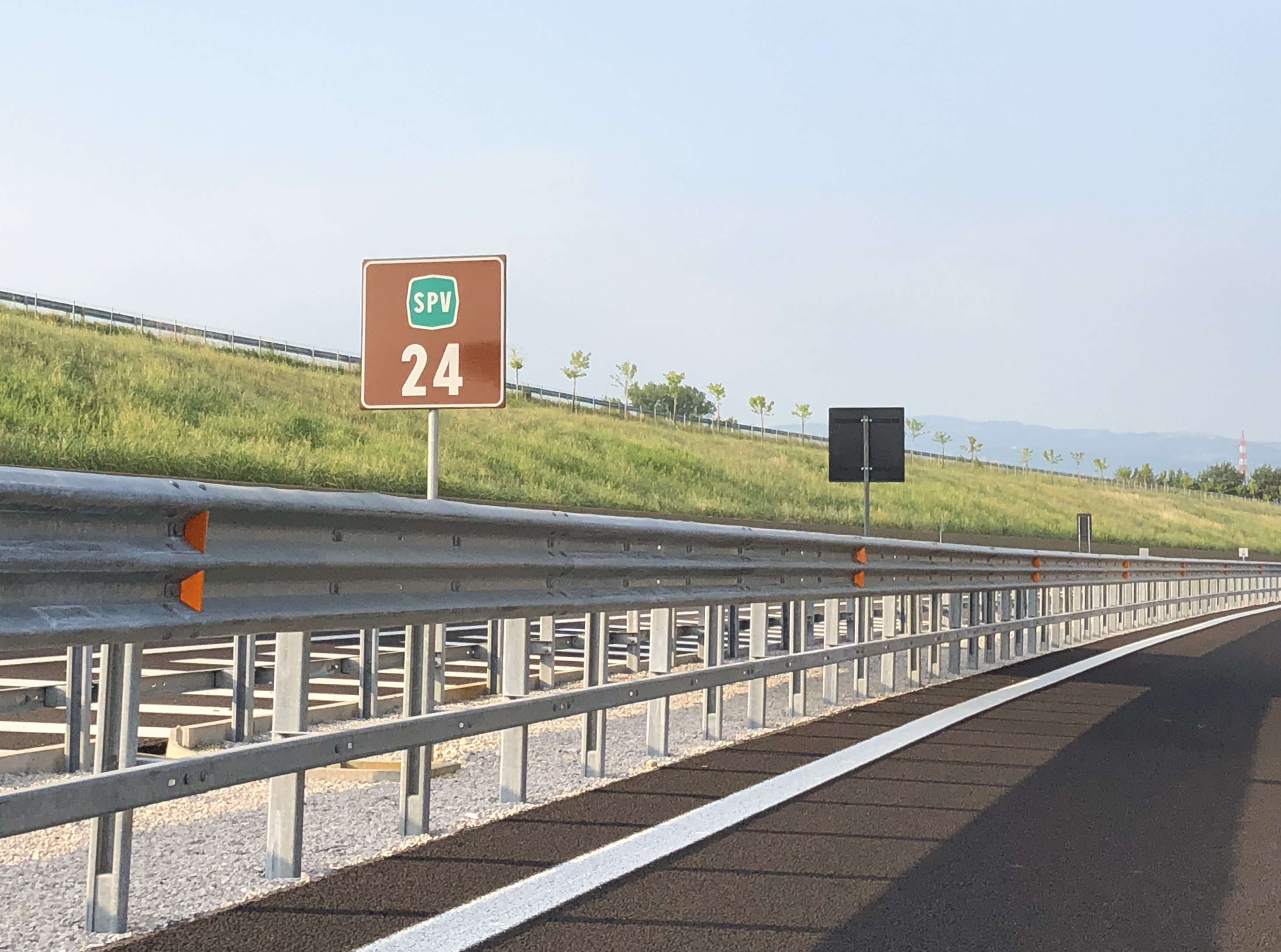
La segnaletica è quella autostradale

La Pedemontana è una strada a due carreggiate indipendenti, ciascuna con due corsie per senso di marcia ognuna larga 3,75 metri, con corsia d'emergenza larga 3 metri, con banchina sinistra di 75 cm e con spartitraffico centrale di 3,00 metri, costituendo una piattaforma di 25,50 metri di sezione.
La velocità di progetto è pari a 120 km/h per tutto il percorso.
Degli oltre 90 chilometri di tracciato, 50 km sono in trincea, 26,5 km in rilevato, 7,8 km in gallerie naturali e 5,9 km in gallerie artificiali.
I pedaggi, stabiliti nell’Allegato B alla Delibera della Giunta Regionale n. 261 del 2019, prevedono i seguenti importi chilometrici:
| EUR per KM   | Classificazione legale veicolo | Descrizione veicolo    |
| ------------ | ------------------------------ | ---------------------- |
| 0,16420 €/km | classe A                       | Auto, moto             |
| 0,18350 €/km | classe B                       | Furgoni, camper, etc.  |
| 0,22550 €/km | classe 3                       | Veicoli a 3 assi       |
| 0,35730 €/km | classe 4                       | Veicoli a 4 assi       |
| 0,42755 €/km | classe 5                       | Veicoli a 5 o più assi |

## Tabella percorso
| Superstrada Pedemontana Veneta | |      |      |           |
| Tipo                           | Indicazione | ↓km↓ | ↑km↑ | Provincia |
|                                | Milano – Venezia Bergamo-Brescia-Verona-Vicenza-Padova | 0    | 94,5 | VI        |
|                                | Montecchio Maggiore Sud Padana Superiore Vicenza - Montebello - Verona var Bretella di Alte Ceccato Brendola - Lonigo                                      | 1    | 93,5 | VI        |
|                                | Montecchio Maggiore Nord - Arzignano Uscita: solo in direzione A4 Entrata: solo in direzione Treviso di Montecchio Maggiore di Recoaro Arzignanese Chiampo | 5    | 89,5 | VI        |
|                                | Galleria di S. Urbano Lunghezza 1,49 km | —    | —    | VI        |
|                                | Valle Agno di Recoaro Cornedo Vicentino-Castelgomberto-Valdagno                                                                                            | 14   | 80,5 | VI        |
|                                | Galleria di Malo Lunghezza 6,3km | —    | —    | VI        |
|                                | Malo SS 46 del Pasubio Vicenza – Schio – Rovereto | 23,5 | 71   | VI        |
|                                | Ponte sul fiume Timonchio | —    | —    | VI        |
|                                | Rovigo – Piovene Rocchette Piovene R.–Vicenza–Rovigo Stazione Valdastico                                                                                   | 29   | 65,5 | VI        |
|                                | Ponte sul fiume Astico | —    | —    | VI        |
|                                | Breganze SP 119 Chizzalunga Sandrigo – Breganze SP 111 Nuova Gasparona Thiene                                                                              | 34,5 | 60   | VI        |
|                                | Area di servizio "Colceresa" | 40,3 | 54,2 | VI        |
|                                | Colceresa SP 248 Schiavonesca-Marosticana SP 60 di Nove | 41,5 | 53   | VI        |
|                                | Ponte sul fiume Brenta | —    | —    | VI        |
|                                | Bassano del Grappa Ovest SP 59 di Granella Tezze sul Brenta SP 97 di Sant'Anna Cittadella                                                                  | 48   | 46,5 | VI        |
|                                | Bassano del Grappa Est - Rosà SS 47 della Valsugana Padova – Trento                                                                                        | 52,5 | 42   | VI        |
|                                | Loria – Mussolente SP 75 di Volon Cassola – Borso del Grappa SR 245 Castellana Castelfranco Veneto – Venezia SR 308 del Santo Padova                       | 56   | 38,5 | TV        |
|                                | Riese Pio X SP 20 di Fonte | 59,5 | 35   | TV        |
|                                | Area di servizio "Altivole" | 62,5 | 32   | TV        |
|                                | Altivole SP 667 di Caerano Castelfranco Veneto | 68,5 | 26   | TV        |
|                                | Montebelluna SR 348 Feltrina Treviso – Venezia | 79   | 15,5 | TV        |
|                                | Povegliano SP 90 di Bolè | 88   | 6,5  | TV        |
|                                | Spresiano SS 13 Pontebbana Venezia – Tarvisio | 93,5 | 1    | TV        |
|                                | Barriera Spresiano - Villorba | 93,6 | 0,9  | TV        |
|                                | Venezia – Belluno Venezia-Treviso-Belluno | 94,5 | 0    | TV        |